# Galmei-Frühlings-Miere
Die Galmei-Frühlings-Miere (Minuartia verna subsp. hercynica) oder Harzer Frühlingsmiere  genannt ist eine schwermetallresistente Unterart der Frühlings-Miere (Minuartia verna) in der Familie der Nelkengewächse (Caryophyllaceae). Sie ist eine Charakterart der Galmeiflora.

## Beschreibung
Die Galmei-Frühlings-Miere wirkt moosartig und wächst als krautige Pflanze, die dichte Polster bildet und nur Wuchshöhen von bis zu 10 Zentimeter erreicht. Sie bildet eine mehr oder weniger verholzende Grundachse. Die oft drüsig behaarten Laubblätter sind 3 bis 7 Millimeter lang. 
Sie bildet drei- bis fünfblütige Blütenstände. Die Kronblätter sind weiß. 
Die Blütezeit reicht vom Beginn der Vegetationszeit bis in den Herbst.
Die Chromosomenzahl beträgt 2n = 24.

## Vorkommen
Die Galmei-Frühlings-Miere ist eine konkurrenzschwache, lichtliebende Art, die steinige, offene Böden bevorzugt. Wie andere Galmeipflanzen, wie etwa das Gelbe Galmeiveilchen und das Galmei-Hellerkraut, ist die Galmei-Frühlingsmiere Teil einer eiszeitlichen alpinen Reliktflora.
Sie ist ein mitteleuropäischer Endemit und kommt in offenen Rasengesellschaften von Erzhalden vor. Sie ist eine Klassencharakterart der Violetea calaminariae.
Auf den Kupferschieferhalden bei Klostermansfeld tritt sie unter der Bezeichnung Kupferblume auf.

## Taxonomie
Die Galmei-Frühlings-Miere wurde 1863 als Alsine verna var. hercynica von Heinrich Moritz Willkomm in Führer in das Reich der Pflanzen Deutschlands, Österreichs und der Schweiz Seite 590 erstbeschrieben. Sie wurde 1949 von Otto Schwarz als Unterart Minuartia verna subsp. hercynica (Willk.) O. Schwarz in Mitteilungen der Thüringischen Botanischen Gesellschaft Band 1 Seite 98 in die Gattung Minuartia gestellt. Manche Autoren betrachten sie aber nicht als besondere Unterart, sondern stellen sie in die Synonymie von Minuartia verna subsp. verna. Nech neueren Ergebnissen wird sie auch als Sabulina verna subsp. hercynica (Willk.) Dillenb. & Kadereit in die Gattung Sabulina gestellt.